# Bernard Cornwell
Bernard Cornwell OBE (Londres, 23 de fevereiro de 1944) é um dos mais importantes escritores britânicos da atualidade. Já publicou mais de 40 livros e teve obras traduzidas para mais de 16 idiomas.
O autor é um apaixonado pela história em geral e da Inglaterra em especial, o que se reflete em seus romances históricos, que retratam conflitos ocorridos em território inglês, como na série A Busca do Graal, situada durante o período de conflito entre Inglaterra e França conhecido como Guerra dos Cem Anos, ou ainda em crônicas como as do Rei Artur, onde Cornwell, com sólida base histórica, dá uma versão muito pessoal ao senhor da guerra.
Cornwell tem seus livros publicados, no Brasil, pela editora Record. Sua série mais extensa, As Aventuras de Sharpe, é formada por mais de 20 livros e foi adaptada para a televisão na Inglaterra, com histórias protagonizadas pelo aclamado ator inglês Sean Bean. Atualmente estão em fase de tradução as obras sobre Sharpe e as Crônicas Saxônicas, onde já foram publicados os 12 livros da saga. Entretanto, a série terá mais livros, ainda não publicados pelo autor.
Cornwell raramente admite que já finalizou as histórias sobre seus personagens. Há várias declarações, inclusive em seus livros, onde admite a possibilidade de retomar as histórias no futuro. Também já admitiu que tem algum interesse em escrever sobre a Guerra das duas Rosas.

## Biografia
Bernard Cornwell nasceu em Londres em 1944, durante a Segunda Guerra Mundial. Seu pai, William Oughtred, era um aviador canadense e sua mãe, Dorothy Cornwell, trabalhava como auxiliar da Força Aérea Britânica. Ele foi adotado com o nome de Bernard Wiggins por Joe e Marjorie Wiggins. A família morava em Essex, e pertencia à seita extremista cristã chamada Peculiar People (Pessoas Peculiares, e, segundo o autor, eram mesmo), hoje extinta, que proibia todo tipo de frivolidade, chegando a banir oficialmente a medicina até os anos 1930.
Criado em um lar conflituoso com outras quatro crianças adotadas, Bernard nunca acreditou na religião, e cresceu um ateu convicto. Seu pai adotivo batia neles acreditando em uma passagem bíblica, chegando a espancar Cornwell por ler A Ilha do Tesouro. Conforme ele ganhou interesse por assuntos militares, isso criou outro ponto de conflito com as crenças seita, que era pacifista. Ele tentou se alistar três vezes, mas foi recusado por sua miopia. Desde os sete anos, Bernard visitava o porto com frequência, e se fascinou pelos barcos de pescadores de camarão. Como os pescadores não podiam pagar pela gasolina, eles deixavam os motores desligados e usavam as velas, só gastando combustível em emergências. Bernard conta que não poderia ter crescido sem saber velejar.
Bernard fez o curso de história na Universidade de Londres de 1963 a 1966, onde leu livros de teologia para rebater os argumentos religiosos em discussões com seus pais. Depois de se formar, trabalhou como professor na universidade. Assim que seu pai adotivo, Joe, morreu, ele mudou o sobrenome para o de sua mãe biológica, Cornwell. Com mais de 50 anos, no início dos anos 2000, ele conheceu seus pais biológicos, e ficou fascinado pelo passado da família paterna, que pode ser rastreado até a Britânia do século VI. Um dos elos mais antigos encontrados é Eider the Flamebearer (Eider o Portador do Fogo), um saxãos invasor que conquistou o que é hoje o castelo de Bamburgh.
Não ficou muito tempo como professor, e foi para a rede de televisão BBC, onde trabalhou por 10 anos. Começou como um pesquisador no programa Nationwide e terminou como Chefe de Assuntos Televisivos Atuais da BBC na Irlanda do Norte.
Foi enquanto trabalhava na cidade irlandesa de Belfast que ele conheceu Judy, uma americana que estava visitando o país, e por quem se apaixonou. Judy não podia se mudar para a Inglaterra por questões familiares, então Bernard foi para os Estados Unidos onde lhe foi recusado o Green Card. Ele decidiu ganhar a vida como escritor, ofício que não necessitava de permissão do governo dos EUA. Bernard e Judy se casaram em 1980, permanecem casados e vivendo nos Estados Unidos.

## Carreira
Quando decidiu virar um escritor, Cornwell disse que não havia dúvidas sobre o que iria escrever, ele iria fazer ficção histórica, pois era o que gostava de ler. Quando criança, Cornwell amava os livros de C S Forester, que narravam as aventuras do fictício oficial naval britânico Horatio Hornblower durante as guerras napoleônicas. Ele ficou surpreso que não haviam romances similares acompanhando as campanhas terrestres de Lord Wellington, portanto ele mesmo as escreveu. Ele criou seu principal protagonista envolto nas maiores batalhas das guerra peninsular, tomando o nome do jogador de rugby Richard Sharp.
Cornwell queria começar a história com o cerco a Badajoz, mas ao invés disso decidiu começar com alguns romances de "aquecimento". Esses foram A Águia de Sharpe e O Ouro de Sharpe, ambos de 1981.[carece de fontes?] A história de Badajoz veio em A Companhia de Sharpe, em 1982. Quando começou a escrever, seu editor, Toby Eady, recusou o romance, dizendo que "ninguém quer ler sobre o exército britânico". Ele conseguiu um acordo de sete livros com a HarperCollins, após acertar com seu editor.
Cornwell e sua esposa Judy co-escreveram uma série de romances publicados sob o pseudônimo de "Susannah Kells": A Crowing Mercy de 1983, Fallen Angels de 1984 e Coat of Arms (também conhecido como The Aristocrats) em 1986, nenhum deles publicado no Brasil. A rígida educação protestante de Cornwell faz o pano de fundo de A Crowing Mercy, que toma lugar durante a guerra civil Inglesa. Ele também publicou Redcoat em 1987, um romance sobre a revolução americana na Filadélfia durante a ocupação britânica de 1777.
O autor foi procurado por uma produtora interessada em adaptar os primeiros oito livros da série de Sharpe para a televisão. Eles pediram que ele escrevesse um romance de fundo para que pudessem ter um ponto de partida para a série, e também que a história tivesse um amplo elenco de personagens espanhóis, a fim de assegurar co-financiamento da Espanha. O resultado foi Os Rifles de Sharpe, publicado em 1987 e retrata quando os ingleses recuaram de Corunha até a chegada de Wellesley na Espanha. Também resultou em uma série de televisão com Sean Bean.[carece de fontes?]
Após isso se seguiu uma série de suspenses modernos com veleiros de pano de fundo e temas comuns: Wildtrack publicado em 1988, Sea Lord (ou Killer's WakeI) em 1989, Crackdown em 1990, Stormchild em 1991, e o suspense político Scoundrel em 1992. A série também não foi lançada no Brasil.
Cornwell escreveu dois livros por ano por um longo período, diminuindo para um livro ao ano quando passou dos sessenta. Sua ideia de ficção histórica é apresentar uma história grande nos eventos históricos e histórias menores na ficção. Patrick O'Brien escreveu a série de aventuras históricas Aubrey-Maturin passadas na era Napoleônica, e ele disse que havia "história demais, estilo de vida de menos" nos romances tanto de Cornwell quanto de C. S. Forester. Cornwell aceitou isso como um elogio e uma avaliação precisa da diferença entre seus estilos, agradecendo a comparação favorável com Forester.
Com o sucesso da série de Sharpe, Cornwell começou a escrever sobre outros períodos e eventos da história Britânica e Americana, tanto em séries quanto em Romances solo. Azincourt foi publicado no Reino Unido em Outubro de 2008. O protagonista é um arqueiro que participa da Batalha de Agincourt, uma derrota devastadora que os franceses sofreram durante a Guerra dos Cem Anos. Em 2004, ele lançou O Último Reino, iniciando as histórias Saxônicas centradas no protagonista Uhtred de Bebbanburg, e contando como a nação da Inglaterra foi formada sob o governo de Alfredo o Grande. O décimo segundo romance foi publicado em 2019 sob o título Sword of Kings. Ele percebeu que poucos na Inglaterra sabiam como o país começou, diferente dos americanos que têm uma data muito clara do início de sua nação - portanto essa foi sua grande história. Seus próprios ancestrais lhe providenciaram a história pequena no protagonista Uhtred.
Cornwell têm tido um sucesso considerável em sua carreira de escritor, vendendo 30 milhões de livros em 2015 em várias séries e romances solo, e continua a escrever novos.

## Obras do autor[15]

### As Aventuras de um Soldado nas Guerras Napoleônicas
A primeira série de romances históricos de Cornwell retrata as aventuras de Richard Sharpe, um soldado britânico durante as guerras Napoleônicas, especialmente a Guerra Peninsular, desde que o duque de Wellington, Arthur Wellesley, foi enviado para liderar a campanha contra as forças de Napoleão na Península Ibérica. Os primeiros 11 livros publicados detalham as aventuras de Sharpe em várias campanhas da Guerra no decorrer de sete anos, começando com Os Fuzileiros de Sharpe e terminando com Sharpe em Waterloo.
Subsequentemente, Cornwell escreveu O Tigre de Sharpe, O Triunfo de Sharpe, A Fortaleza de Sharpe, Sharpe em Trafalgar, e A Presa de Sharpe, retratando aventuras anteriores de Sharpe sob o comando de Wellington na Índia, incluindo sua promoção duramente conquistada ao corpo de oficiais, seu retorno à Britânia e sua chegada à nonagésima quinta brigada de fuzileiros; ele também escreveu a sequência O Diabo de Sharpe, que se passa seis anos após o fim da guerra. A Batalha de Sharpe toma lugar durante a Batalha das Fontes de Onor. Desde 2003, ele escreveu "aventuras perdidas" ocorridas durante a era da Guerra Peninsular, baseado em grandes batalhas dessa longa campanha, num total de 24 romances nessa série.
O canal britânico ITV adaptou os livros para uma série de televisão estrelada por Sean Bean.
| Período Retratado | Título no Brasil        | Título Original    | Primeira Publicação |
| ----------------- | ----------------------- | ------------------ | ------------------- |
| 1809              | A Águia de Sharpe       | Sharpe's Eagle     | 1981                |
| 1810              | O Ouro de Sharpe        | Sharpe's Gold      | 1981                |
| 1812              | A Companhia de Sharpe   | Sharpe's Company   | 1982                |
| 1812              | A Espada de Sharpe      | Sharpe's Sword     | 1983                |
| 1812              | O Inimigo de Sharpe     | Sharpe's Enemy     | 1984                |
| 1813              | A Honra de Sharpe       | Sharpe's Honour    | 1985                |
| 1813              | A companhia de Sharpe   | Sharpe's Regiment  | 1986                |
| 1814              | O Cerco de Sharpe       | Sharpe's Siege     | 1987                |
| 1809              | Os Fuzileiros de Sharpe | Sharpe's Rifles    | 1988                |
| 1814              | A Vingança de Sharpe    | Sharpe's Revenge   | 1989                |
| 1815              |                         | Sharpe's Waterloo  | 1990                |
| 1820              |                         | Sharpe's Devil     | 1992                |
| 1811              | A Batalha de Sharpe     | Sharpe's Battle    | 1995                |
| 1799              | O Tigre de Sharpe       | Sharpe's Tiger     | 1997                |
| 1803              | O Triunfo de Sharpe     | Sharpe's Triumph   | 1998                |
| 1803              | A Fortaleza de Sharpe   | Sharpe's Fortress  | 1999                |
| 1805              | Sharpe em Trafalgar     | Sharpe's Trafalgar | 2000                |
| 1807              | A Presa de Sharpe       | Sharpe's Prey      | 2001                |
| 1812              |                         | Sharpe's Skirmish  | 2002                |
| 1809              | A Devastação de Sharpe  | Sharpe's Havoc     | 2003                |
| 1814              |                         | Sharpe's Christmas | 2003                |
| 1810              | A Fuga de Sharpe        | Sharpe's Escape    | 2004                |
| 1811              | A Fúria de Sharpe       | Sharpe's Fury      | 2006                |
| 1815              |                         | Sharpe's Assassin  | 2021                |

### As Crônicas de Arthur
Uma trilogia contendo uma recriação de Cornwell da Britânia Arturiana. A série coloca que a Britânia pós-Roma foi um tempo difícil para os Bretões Nativos, sendo ameaçados por invasões dos Anglo-Saxões no leste e dos Irlandeses no oeste. Ao mesmo tempo, eles sofriam de brigas internas entre reinos menores e atritos entre a antiga religião Druida e o recém chegado Cristianismo. O autor já afirmou com frequência que essas são suas histórias favoritas, "Eu devo confessar que de todos os livros que eu escrevi esses três são meus favoritos."
| Período Retratado | Título no Brasil  | Título Original             | Primeira Publicação |
| ----------------- | ----------------- | --------------------------- | ------------------- |
| 480               | O Rei do Inverno  | The Winter King             | 1995                |
| 495               | O Inimigo de Deus | Enemy of God                | 1996                |
| 525               | Excalibur         | Excalibur: A Novel of Arthu | 1997                |

### A Busca do Graal
Essa série retrata uma busca ao Santo Graal na metade do século XIV, em meio à Guerra dos Cem Anos. O arqueiro Inglês Thomas de Hookton se envolve na busca pelas ações de um soldado mercenário conhecido como Arlequin, que mata a família de Thomas em sua busca obsessiva pelo Graal. Em determinado momento, Cornwell planejava escrever mais livros sobre o arqueiro e disse que, logo após concluir O Herege, dizendo: "comecei outro livro de Thomas de Hookton, e então parei - principalmente porque eu senti que a história terminou em O Herege, e eu estava tentando tirar demais dele. O que não quer dizer que eu não vá retomar a ideia no futuro." Ele retornou ao personagem em 1356, publicado em 2012.
| Período Retratado | Título no Brasil | Título Original | Primeira Publicação |
| ----------------- | ---------------- | --------------- | ------------------- |
| 1342              | O Arqueiro       | Harlequin       | 2000                |
| 1347              | O Andarilho      | Vagabond        | 2002                |
| 1347              | O Herege         | Heretic         | 2003                |
| 1356              | 1356             | 1356            | 2012                |

### As Crônicas Saxônicas
Também conhecida como O Último Reino, a mais recente série de livros de Cornwell foca no reino Anglo-Saxão de Wessex, Inglaterra, no século IX, onde o reinado de Alfredo, O Grande enfrenta firmemente os dinamarqueses e está determinado a consolidar a Inglaterra como um país. A ideia da série tomou forma em sua mente após encontrar seu pai biológico no Canadá, e aprender sobre sua própria ancestralidade até os dias de Uhtred de Bebbanburg, que se tornou o protagonista da série. Cornwell percebeu que a maioria dos Ingleses não percebe como a nação se tornou a Inglaterra (England), e não a Dane-land ("Dinamarterra", ou Terra Dinamarquesa) naquela era de múltiplos povos na ilha da Grã-Bretanha.
O primeiro romance foi publicado em 2004, e a série continuou até após a morte de Alfredo, com seus herdeiros consolidando a nação. O romance mais recente, War Lord, é o décimo terceiro da série, e Cornwell já anunciou em mídias sociais que será o último da série.
O Último Reino, e O Cavaleiro da Morte foram a base para a primeira temporada da série de televisão The Last Kingdom, enquanto Os Senhores do Norte e A Canção da Espada foram a base para a segunda temporada. A terceira temporada teve como base Terra em Chamas e Morte dos Reis. Uma quarta temporada foi lançada em Abril de 2020. A quinta e última temporada foi ao ar no ano de 2022.
| Período Retratado | Título no Brasil         | Título Original        | Primeira Publicação |
| ----------------- | ------------------------ | ---------------------- | ------------------- |
| 866               | O Último Reino           | The Last Kingdom       | 2004                |
| 877               | O Cavaleiro da Morte     | The Pale Horseman      | 2005                |
| 878               | Os Senhores do Norte     | The Lords of the North | 2006                |
| 885               | A Canção da Espada       | Sword Song             | 2007                |
| 895               | Terra em Chamas          | The Burning Land       | 2009                |
| 899               | Morte dos Reis           | Death of Kings         | 2011                |
| 910               | O Guerreiro Pagão        | The Pagan Lord         | 2013                |
| 911               | O Trono Vazio            | The Empty Throne       | 2014                |
|                   | Guerreiros da Tempestade | Warriors of the Storm  | 2015                |
| 917               | O Portador do Fogo       | The Flame Bearer       | 2016                |
| 918               | A Guerra do Lobo         | War of the Wolf        | 2018                |
| 919               | A Espada dos Reis        | Sword of Kings         | 2019                |
|                   | O Senhor da Guerra       | War Lord               | 2020                |

### As Crônicas de Starbuck
Quatro Romances passados durante a Guerra Civil Americana que seguem as aventuras de Nathaniel Starbuck, natural de Boston, enquanto serve no Exército Confederado. Um ponto notável na série é a aparição do filho de Richard Sharpe como um personagem de apoio. O autor já afirmou que não tem interesse em retomar o personagem.
| Período Retratado | Título no Brasil | Título Original   | Primeira Publicação |
| ----------------- | ---------------- | ----------------- | ------------------- |
| 1861              | Rebelde          | Rebel             | 1993                |
| 1862              | Traidor          | Copperhead        | 1994                |
| 1862              | Inimigo          | Battle Flag       | 1995                |
| 1862              |                  | The Bloody Ground | 1996                |

### The Sailing Thrillers
Não publicados no Brasil, esses são suspenses modernos, todos com o tema de velejar. Cornwell é um marinheiro tradicional e gosta de velejar com seu Cornish Crabber batizado de Royalist (Monarquista). Segundo o website do autor, provavelmente não haverá novos títulos na série: "Eu gostei de escrever os suspenses, mas desconfio que me dou melhor escrevendo romances históricos. Eu sempre fico maravilhado quando as pessoas querem mais dos livros de veleiros, mas não pretendo escrever mais nenhum, pelo menos por enquanto - mas quem sabe? Talvez quando eu me aposentar." "Escrever sobre personagens em um barco é difícil, os personagens não podem fugir, não podem ir à lugar nenhum. Acho que não vou escrever outro romance em um barco por algum tempo."
| Período Retratado | Título Original          | Primeira Publicação |
| ----------------- | ------------------------ | ------------------- |
|                   | Wildtrack                | 1988                |
|                   | Sea Lord / Killer's Wake | 1989                |
|                   | Crackdown                | 1990                |
|                   | Stormchild               | 1991                |
| 1990              | Scoundrel                | 1992                |

### Susannah Kells
Livros não publicados no Brasil, contam sobre a Guerra Civil Inglesa, o conflito entre Oliver Cromwell contra Charles I. Ele escreveu junto de sua esposa Judy, sob o pseudônimo se Susannah Kells.
| Período Retratado             | Título Original                | Primeira Publicação |
| ----------------------------- | ------------------------------ | ------------------- |
| segunda metade do século XVII | A Crowing mercy                | 1983                |
|                               | Fallen Angels                  | 1984                |
|                               | Coat of Arms / The Aristocrats | 1986                |

### Livros sem Série
Livros que não fazem parte de nenhuma sequência de histórias.
O Forte e Redcoat se passam durante a Revolução Americana, acompanhando soldados britânicos, sendo que o primeiro se passa na Expedição Penobscot de 1779.
Azincourt é um livro que Cornwell sempre quis escrever, e o fez após quarenta anos de pesquisa.
Tolos e Mortais se passa no período Elizabetano, e foi escrito entre os livros das Crônicas Saxônicas. É diferente dos outros livros do autor publicados no Brasil, sem grandes batalhas ou guerras, apresentando a relação entre William Shakespeare e seu irmão Richard.
| Período Retratado      | Título no Brasil | Título Original       | Primeira Publicação |
| ---------------------- | ---------------- | --------------------- | ------------------- |
| 1777                   |                  | Redcoat               | 1987                |
| por volta de 2000 a.c. | Stonehenge       | Stonehenge            | 1999                |
| 1871                   | O Condenado      | Gallows Thief         | 2001                |
| 1415                   | Azincourt        | Azincourt / Agincourt | 2008                |
| 1779                   | O Forte          | The Fort              | 2010                |
| fim do século XVI      | Tolos e Mortais  | Fools and Mortals     | 2017                |

## Obras Não Fictícias
Em adição aos seus muitos romances, incluindo um relato fictício da Batalha de Waterloo, Cornwell publicou um livro de não ficção, Waterloo: A História de Quatro Dias, Três Exércitos e Três Batalhas, publicado em 2014, no aniversário de 200 anos da batalha. Também lançou Sharpe's Story, apenas no formato eBook, não publicado em português, contando como foi a escrita de sua série de livros mais longa.
| Título no Brasil | Título Original                                                    | Ano da Primeira Publicação |
| ---------------- | ------------------------------------------------------------------ | -------------------------- |
| Waterloo         | Waterloo; The History of Four Days, Three Armies and Three Battles | 2014                       |
|                  | Sharpe's Story                                                     | 2007                       |